# Адамс, Генри
Ге́нри А́дамс (англ. Henry Adams; 1813, Госпорт, Англия — 1877, там же) — английский натуралист и конхиолог. В 1858 году вместе со своим братом Артуром Адамсом (1820—1878) издал трёхтомный труд «Genera of recent Mollusca arranged according to their organisation» («Роды современных моллюсков, упорядоченные в соответствии с их организацией»), давший начало новому направлению в классификации моллюсков. Кроме моллюсков в современном понимании, в книге рассматриваются плеченогие и оболочники.

## Основные труды
- Adams H., Adams A. (1958). Genera of recent Mollusca arranged according to their organisation. — in 3 volumes. London: John van Voorst, Paternoster row.